# Шуринова, Мария Константиновна
Мария Константиновна Шуринова (22 июля 1898, Воронеж — 22 июля 1952, Симферополь) — русская советская режиссёр и драматург кукольного театра. 
Основатель и первый руководитель Крымского академического театра кукол (1939-1951).
Автор ряда кукольных пьес, в том числе популярной пьесы-сказки «Дед Мороз» на мотив сказки «Морозко», которую в предновогоднюю пору ставят многие кукольные театры России и используют аниматоры для проведения детских новогодних утренников.

## Биография
Родилась 22 июля (4 августа) 1898 года в Воронеже, из дворянской семьи, крещена в Воскресенской церкви Воронежа.
В 1917 году с началом Революции семья вынуждена была отправиться в Крым. В середине 1920-х годов поступила на работу воспитателем в детский сад № 18 города Симферополя.
В 1930-х годах для занятий с детьми начала создавать перчаточных кукол и с помощью «петрушек» разучивать с детьми стишки. В сентября 1935 года вместе с воспитательницами детских садов Марией Руденко и Тамарой Синани поставила в самодеятельном театре детского сада кукольный спектакль «Веселые Петрушки» по собственной пьесе, создав эскизы декораций, кукол, реквизит. Написала и поставила ещё несколько пьес для малышей — «Ваня Таня», «Жучка», «Сказка о мертвой царевне и семи богатырях». Импровизированные любительские спектакли понравились  школьникам и их родителям. Тогда родилась идея создать профессиональный кукольный театр.
Была направлена в Москву на курсы кукловодов при театре Детской секции Моссовета известных мастеров супругов Нины и Ивана Ефимовых, позже на курсы Сергея Образцова при его театре.
С 1939 года — директор созданного в Симферополе при ТЮЗе детского передвижного кукольного театра. Штат театра тогда состоял из лишь из четырёх актёров и одного музыкального работника, Мария Константиновна выполняла обязанности не только директора, но и художественного руководителя, актрисы а также художника-сценографа и администратора. Первым спектаклем творческого коллектива стал «Аленький цветочек». В 1940 году ставит спектакль «Волк и семеро козлят». 

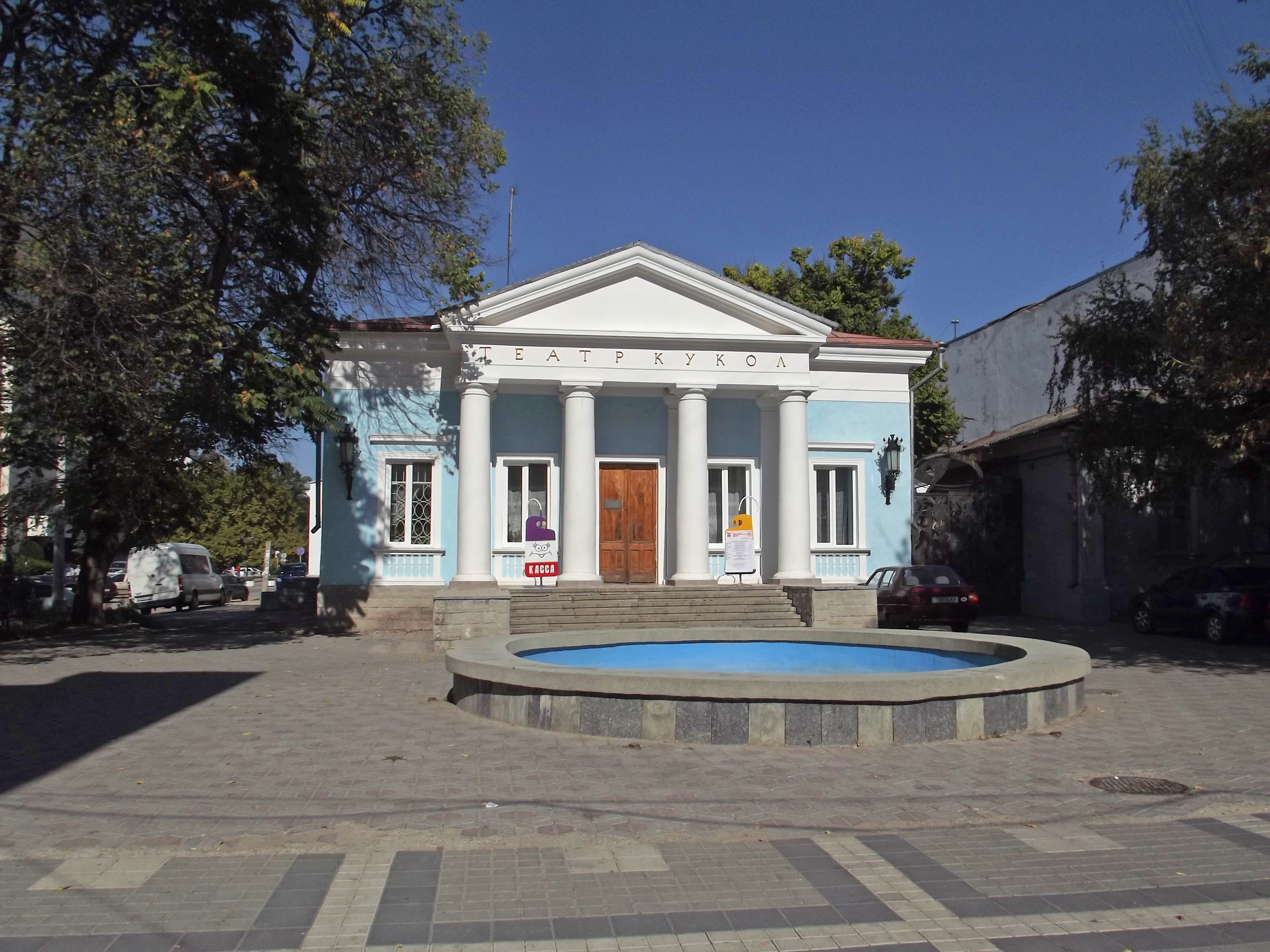
Старое здание Крымского театра кукол, в 2018 году снесено

С началом Великой Отечественной войны написала сатирическую программу — по мотиву басни Ивана Крылова «Волк на псарне», изготовив кукольного Волка с мордой Гитлера, программа на 30-35 минут пользовалась огромным успехом у солдат. С 16 апреля 1944 года передвижной театр возобновил работу, получив новый статус и название — Крымский государственный театр кукол, была назначена его художественным руководителем.
В 1951 году столкнулась с разногласиями с руководством по планам развития театра и была вынуждена уйти с должности, однако, не бросила театр — безвозмездно передала авторские комплекты кукол, реквизит и декорации, и написала пьесы «Волшебная торба» и «Лиса-злодейка», которые в послевоенное время сыграли большую роль в восстановлении театра. Тяжело переживая расставание с театром, через год умерла в возрасте 53 лет.
Дочь — Симанская, Ирина Юрьевна, ветеран войны и труда, писательница.